# П‘н‘янг (газоконденсатне родовище)
П‘н‘янг (P’nyang) – газоконденсатне родовище в центральному нагір`ї Папуа Нової Гвінеї, за 120 км на північний захід від родовища Хайдес та неподалік від кордону з індонезійською частиною острова. Станом на 2016 рік знаходилось на етапі розвідки, попередні результати якої показують, що родовище може суттєво розширити сировинну базу заводу з виробництва зрідженого природного газу PNG LNG.
Відкрите в 1990 році на території ліцензійного блоку PRL 3, роботи на якому провадить консорціум у складі ExxonMobil (49%, оператор), Oil Search (38,5%) та JX Nippon (12,5%). На початку 2010-х в зв`язку з реалізацією проекту заводу ЗПГ розвідувальні роботи на території Нової Гвінеї активізувались. На їх основі станом на кінець 2015 року ресурси П‘н‘янг за категорією 2С оцінювались у 99 млрд м³ газу та 53 млн барелів конденсату. На кінець 2016-го було заплановане буріння свердловини P’nyang South 2, що має збільшити впевненість у розмірах ресурсів (сприяти їх переведенню з категорії С2 до С1).